# Sham Pistols
Sham Pistols est un groupe de punk rock britannique actif de juin à juillet 1979. Il comptait plusieurs musiciens devenus connu par la suite, comme batteur Paul Cook et guitariste Steve Jones, membres des Sex Pistols ou chanteur Jimmy Pursey et bassiste Dave Treganna, futur membres de Sham 69.

## Biographie
Après la séparation des Sex Pistols en janvier 1978, le guitariste Steve Jones et le batteur Paul Cook souhaitent former un nouveau groupe. Des musiciens tels que Bob Geldof sont considérés pour en devenir les membres, mais c'est finalement le chanteur Jimmy Pursey et le bassiste Dave Tregunna du groupe Sham 69 qui seront recrutés. Pursey se joint aussi à Cook/Jones sur scène avec The Clash en juillet 1978 au London's Music Machine. En juillet 1979, Pursey annonce qu'ils ont enregistré 10 chansons — onze originales et trois reprises — et qu'ils tourneront en septembre la même année. Ce même mois, ils tournent avec les Sex Pistols. Le groupe prévoit à cette période de jouer Silly Thing, Lonely Boy, Submission et Pretty Vacant des Sex Pistols et Joey's on the Street et If the Kids are United de Sham 69. Dans les lignes du CD The Complete Professionals, Phil Singleton explique que les chansons Some Play Dirty, Natural Born Killer, Silly Thing, Here We Go Again, 1-2-3 et Kamikaze ont été enregistrées en studio les 6 et 9 août 1979. 
Ils passent leur temps aux Manor Studios à Oxfordshire pour produire leur premier album, Natural Born Killer, à la moitié de l'année 1979. Le 19 août 1979, Cook et Jones sortent du studio et Jonex dira : « C'est pire que de travailler avec Johnny Rotten. » Jones expliquera à Smash Hits en juillet 1979 : « On peut pas croire ce qu'on voyait pendant notre rencontre avec lui. Il criait et pleurait - un truc comme ça. Il est trop émotif. Tout ce qu'il voulait, c'était être un Sex Pistol. » Après la séparation du groupe, Cook et Jones formeront The Professionals et Pursey jouera en solo puis formera plus tard Sham 69.
En 2001, l'album live Sham 69 Live in Glasgow 1979, enregistré lors d'un concert à Glasgow, en juillet 1979. En janvier 2010, un vinyle bootleg intitulé Sham Pistols - Natural Born Killer est publié. En octobre 2015, les chansons Some Play Dirty et Natural Born Killer sont publiés dans le coffret triple CD The Complete Professionals par le labels UMC/Mercury Records.

## Membres
- Jimmy Pursey - chant
- Dave Treganna - basse
- Steve Jones - guitare
- Paul Cook - batterie

## Discographie

### Album studio
- 1979 : Sham Pistols - Natural Born Killer

### Albums live
- 1993 : Sham's Last Stand (album live)
- 2001 : Sham 69 Live in Glasgow 1979
- 2010 : Sham Pistols Natural Born Killer
- The Complete Professionals - The Professionals